# 청창로
청창로(Cheongchang-ro)는 경기도 연천군 청산면 대전삼거리에서 포천시 창수면 진군교사거리까지 연결하는 도로이다.

## 주요 경유지
경기도
- 연천군 (청산면) - 포천시 (창수면)

## 노선
| 이름                      | 접속 노선              | 소재지 | 소재지                 | 비고 |
| ------------------------- | ---------------------- | ------ | ---------------------- | ---- |
| 대전삼거리                | 국도 제3호선 (평화로)  | 연천군 | 청산면                 |      |
| 대전1교                   |                        | 연천군 | 청산면                 |      |
| 대전1 교차로              |                        | 연천군 | 청산면                 |      |
| 대전2교                   |                        | 연천군 | 청산면                 |      |
| 대전5교                   |                        | 연천군 | 청산면                 |      |
| 궁평 교차로               | 궁평로                 | 연천군 | 청산면                 |      |
| 박석고개사거리 (박석고개) | 국도 제37호선 (포천로) | 연천군 | 청산면                 |      |
| 백의교                    |                        | 연천군 | 청산면                 |      |
|                           | 포천시                 | 창수면 |                        |      |
| 진군교                    | 포천시                 | 창수면 |                        |      |
| 진군교사거리              | 포천시                 | 창수면 | 국도 제37호선 (포천로) |      |

## 주요건물및 시설
- GS25 연천청산점 (청창로 175/대전리 527-5)
- CU 연천청창로점 (청창로 244/대전리 401)
- CU 연천백의리점 (청창로 710/백의리 824-5)
- 이마트24 연천종점마을점 (청창로 717/백의리 823-1)